# 1月1日
1月1日是公历（平年）一年中的第1天，离全年的结束还有364天（闰年则是365天）。因为這天是一年的開始故稱之為「元旦」。

## 大事记

### 19世紀以前
- 前4713年：中午12點儒略日開始計算。
- 前153年：羅馬執政官職務開始。
- 前45年：罗马共和国独裁官尤利乌斯·凯撒规定开始使用儒略历，取代旧有的罗马历。
- 前42年：羅馬元老院在凱撒死後，使其神格化。
- 193年：佩蒂奈克斯即位羅馬皇帝。
- 404年：東晉將領桓玄正式稱帝，國號楚。
- 404年：在羅馬最後一次角鬥士比賽紀錄。
- 630年：伊斯兰教先知穆罕默德带领军队向麦加进发，兵不血刃就夺取了圣地。
- 976年：南唐后主李煜被俘，南唐滅亡。
- 990年：基辅罗斯采用儒略历。
- 1085年：《资治通鉴》编成。
- 1438年：阿尔布雷希特二世加冕为匈牙利国王。
- 1600年：苏格兰采用儒略历。
- 1700年：俄羅斯采用儒略历。
- 1773年：英國牧師約翰·牛頓為奧爾尼新年布道會創作聖詩《奇異恩典》，但與當前版本有所差異。
- 1785年：伦敦泰晤士报首次出版。

### 19世紀
- 1801年：荷兰东印度公司解散。
- 1801年：大不列顛王國和愛爾蘭王國根據《聯合法案》合併，成立大不列顛及愛爾蘭聯合王國。
- 1801年：意大利天文学家朱塞普·皮亞齊發現位於矮行星穀神星並以農業女神刻瑞斯命名，这是第一颗被发现的小行星。
- 1804年：法蘭西第一共和國在加勒比海的殖民地法屬聖多明戈宣布独立，成立海地第一帝國。
- 1806年：法国共和历被弃用。
- 1808年：美国禁止进口奴隶。
- 1810年：拉克倫·麥覺理成為新南威爾士州總督，並在澳洲殖民地的社會、經濟和建築發展的塑造上扮演重要角色。
- 1818年：英國作家瑪麗·雪萊的科幻小說《科學怪人》於倫敦首次匿名出版。
- 1844年：根据《南京条约》，宁波开埠。
- 1861年：波費里奧·迪亞斯攻占墨西哥城。
- 1863年：美國總統亞伯拉罕·林肯發表之《解放奴隸宣言》正式生效，確保位於美利堅邦聯州份之黑奴應享有自由，然邊境州及美利堅聯邦所屬州份不在此限。
- 1873年：日本采用公历。
- 1886年：英國宣布緬甸併入英屬印度。
- 1896年：芝山巖學務部學堂六名教師遭臺灣抗日人士刺殺身亡，嗣後日本政府特立碑設祠紀念。

### 20世紀
- 1901年：英国在澳洲的六个海外殖民地合并成立澳洲联邦，埃德蒙·巴顿成为首任总理。
- 1912年：孫中山在南京總統府宣誓就任中華民國臨時大總統，中華民國成立。
- 1914年：世界第一条民航客机定期航线在美國佛罗里达州开始运营，航线距离为35公里。
- 1916年：袁世凯称帝。
- 1917年：胡适在《新青年》第二卷第五号发表《文学改良芻议》一文，发起新文化运动。
- 1923年：孫中山發表《中國國民黨宣言》。
- 1926年：中国国民党第二次全国代表大会召开。
- 1929年：国民革命军编遣会议召开。
- 1933年：中国驻檀香山领事馆落成。
- 1934年：德国实施优生法，能对遗传病患者强制施行绝育手术。
- 1942年：美國、英国、中華民國、苏联等盟国签订《联合国家宣言》，计划在二战后成立联合国。
- 1946年：日本昭和天皇发表《人间宣言》，天皇作為「現人神」的地位，宣告天皇也是僅具有人性的普通人。
- 1948年：中国国民党革命委员会在香港成立。
- 1949年：联合国促成克什米尔停火。
- 1950年：巴黎统筹委员会成立，审查对社会主义国家的出口贸易。
- 1953年：中华人民共和国一五计划开始实行。
- 1956年：埃及王國和聯合王國在北非的共管地英埃蘇丹宣佈独立，成立蘇丹共和國。
- 1957年：萨尔地区在第二次世界大战后重归德国。
- 1958年：国际天文学界建立了第一个原子时系统。
- 1958年：欧洲经济共同体共同市场成立。
- 1959年：以菲德爾·卡斯特羅為首的革命組織七二六運動宣佈古巴革命胜利，富爾亨西奧·巴蒂斯塔政權垮台。
- 1960年：法國在西非的國際聯盟託管地法屬喀麥隆宣佈独立，成立喀麦隆共和国。
- 1962年：紐西蘭在波里尼西亞的聯合國託管領土西薩摩亞宣佈独立，成立西薩摩亞獨立國。
- 1963年：香港警察隊少年罪犯調查組成立。
- 1963年：日本最早的電視動畫《鐵臂阿童木》在富士電視臺開播。
- 1965年：法塔赫（巴勒斯坦民族解放运动）领导的巴勒斯坦武装斗争开始。
- 1970年：UNIX時間的開始。
- 1972年：奧地利籍庫爾特·瓦爾德海姆成為聯合國第4任秘書長。
- 1973年：英國、愛爾蘭和丹麥加入歐洲經濟共同體。
- 1978年：印度航空855號班機從孟買起飛后墜海，213人死亡。
- 1979年：全国人民代表大会常务委员会发表《告台湾同胞书》，停止从1958年开始的对大金门等岛屿的炮击。
- 1979年：中华人民共和国政府和美利坚合众国政府相互承认并建立中美关系，同時美國與中華民國政府斷交。
- 1982年：秘鲁籍佩雷斯·德奎利亚尔成为联合国第5位秘書長。
- 1983年：ARPANET將其網路傳輸協定由網路控制程式改為TCP/IP協定套組，成為互聯網的前身。
- 1984年：英國在東南亞的保護國汶萊達魯薩蘭國宣佈独立。
- 1984年：苏联开通从西伯利亚到西欧的天然气管道，向法国输送西伯利亚天然气。
- 1985年：陳立仁的《建设有中国特色的社会主义》一书开始在中国各地陆续发行。
- 1986年：阿魯巴島正式脫離荷屬安地列斯，升格為荷蘭王國下屬的自治國。
- 1988年：中國北京天安門城樓正式向中外遊人開放。
- 1992年：埃及籍布特罗斯·加利成为联合国第6任秘书长。
- 1993年：由於昨日發生之天鵝絨分離導致捷克和斯洛伐克聯邦共和國解體，分裂為捷克共和國和斯洛伐克共和國。
- 1993年：香港蘭桂坊發生人踩人慘劇，釀成了21死62傷。
- 1994年：欧洲经济区成立。
- 1994年：北美自由貿易協議正式生效。
- 1994年：革命左派薩帕塔民族解放軍在墨西哥恰帕斯州發動了為期12天的武裝衝突。
- 1995年：取代关税及贸易总协定的世界贸易组织正式开始运作，总部位于瑞士日内瓦。
- 1995年：奧地利、芬蘭、瑞典加入歐洲聯盟。
- 1995年：阿拉法特呼吁制止以色列扩建犹太人定居点。
- 1995年：中国内地第一个专业体育频道中央电视台体育频道正式开播。
- 1997年：聯合國第7任秘书长──迦納籍科菲·安南上任。
- 1998年：欧洲中央银行成立。
- 1999年：欧元正式启动。
- 2000年：全球各地迎接千禧年的同時，共同應付電腦。
- 2000年：于1999年公民投票通過的新《瑞士宪法》正式实施。

### 21世紀
- 2002年：德國、法國、義大利、荷蘭等12個歐洲聯盟成員國組成的歐元區正式啟用歐元。
- 2002年：中華民國以臺澎金馬個別關稅領域（簡稱中華台北）的名義正式加入世界貿易組織（WTO）。
- 2002年：盧旺達國歌《美麗的盧旺達》正式啟用。
- 2003年：东盟自由贸易区正式启动。
- 2003年：路易斯·伊納西奧·魯拉·達席爾瓦上任巴西第35任總統。
- 2004年：第一个美国与亚洲国家签订的自由贸易协定—“美新自由贸易协定”（美国、新加坡）开始实施。
- 2005年：土耳其發行新貨幣新土耳其里拉。
- 2005年：世界第一高樓台北國際金融中心首次舉辦台北101跨年煙火表演（確實有放煙火的第一次）。
- 2006年：香港警察訓練學校升格成為香港警察學院。
- 2006年：中华人民共和国废止农业税。
- 2006年：三菱東京日聯銀行落成。
- 2007年：羅馬尼亞和保加利亞加入歐盟。斯洛文尼亞加入歐元區。
- 2007年：印尼亞當航空574號班機於蘇拉威西島墜毀，102人全部罹難。
- 2007年：曼谷連環爆炸案發生。
- 2007年：聯合國第8任秘书长──韓國籍潘基文上任。
- 2007年：中華人民共和國死刑案件統一收回最高人民法院行使。
- 2009年：挪威成为世界上第六个承认同性婚姻的国家。
- 2009年：梵蒂冈宣称“意大利的法律过于繁杂，而且欠缺稳定、时常和天主教教义相违背”，正式废除《拉特兰协议》，不再自动采纳意大利议会通过的法律。
- 2009年：斯洛伐克成为欧元区第十六个成员国。
- 2009年：曼谷Santika夜总会发生火灾，造成66人死亡。
- 2010年：世界上最大的自由贸易区中国―东盟自由贸易区正式建成。
- 2010年：巴基斯坦西北边境省一处村庄内的排球场遭到自杀式汽车炸弹袭击，造成至少95人死亡，100多人受伤。
- 2010年：美国新罕布什尔州成为全美第五个将同性婚姻合法化的州份。
- 2013年：象牙海岸阿必尚烏弗埃-博瓦尼球場（英语：Stade Félix Houphouët-Boigny）發生人踩人慘劇，造成61人死亡，超過200人受傷。
- 2014年：拉脫維亞成為第18個加入歐元區的國家[1]。
- 2014年：歐洲聯盟解除羅馬尼亞與保加利亞兩國公民工作限制，該兩國公民可在歐盟全境自由工作[2]。
- 2015年：立陶宛成為第19個加入歐元區的國家。
- 2017年：枪手袭击土耳其伊斯坦布尔的夜总会。至少有39人死亡，而袭击者的动机尚不清楚。
- 2017年：聯合國第9任秘书长──葡萄牙籍安東尼歐·古特瑞斯上任。
- 2019年：中華民國實施大型餐飲業如連鎖速食店等，內用將禁止提供塑膠吸管的規定[3][4]；
- 2019年：中華民國依法屆期終止第三代行動通訊（3G）業務。
- 2019年：美國國家航空暨太空總署的新視野號飛越小行星「終極遠境」，是人類探測距離最遠的天體。
- 2022年：由15個國家簽署的區域全面經濟夥伴協定正式生效，成為世界上規模最大的自由貿易協定。
- 2022年：迪士尼頻道退出台灣。
- 2023年：克羅埃西亞正式啟用歐元，並加入申根區。
- 2024年：臺灣鐵路管理局改制為臺灣鐵路公司。
- 2024年：《中華人民共和國愛國主義教育法》正式實施，條文列出的適用對象包括「港澳台同胞」和海外僑胞，愛國主義教育的主要內容包括「習近平新時代中國特色社會主義思想」。
- 2024年：日本石川縣能登半島發生Mj 7.6地震，造成236人死亡、1,279人受傷。
- 2024年：出現在1928年動畫片《汽船威利號》中的第一版米老鼠形象進入公有領域。

## 出生
- 1325年：尼科爾·奧雷姆，法國哲學家（1382年逝世）
- 1431年：教宗亞歷山大六世，羅馬主教（1503年逝世）
- 1449年：，義大利政治人物，文藝復興時期佛羅倫斯共和國實際統治者（1492年逝世）
- 1467年：齐格蒙特一世，波蘭國王與立陶宛大公（1548年逝世）
- 1484年：烏利希·慈運理，瑞士宗教改革運動改革家（1531年逝世）
- 1618年：巴托洛梅·埃斯特萬·牟利羅，西班牙畫家（1682年逝世）
- 1638年：後西天皇，日本第111代天皇（1685年逝世）
- 1734年：保羅·列維爾，美國銀匠、實業家、愛國者（1818年逝世）
- 1745年：安東尼·韋恩，美國大陸軍指揮官（1796年逝世）
- 1752年：貝特西·羅斯，美國國旗的首位製作者（1836年逝世）
- 1814年：洪秀全，太平天国领袖（1864年逝世）
- 1823年：裴多菲，匈牙利愛國詩人、英雄、自由主義革命者，匈牙利民族文學奠基人（1849年逝世）
- 1852年：尤金·德马塞，法國化學家、光譜學專家（1904年逝世）
- 1854年：詹姆斯·弗雷澤，蘇格蘭人类学家（1941年逝世）
- 1859年：錫袍，緬甸貢榜王朝末代國王（1916年逝世）
- 1861年：約翰·路德·朗，美國律師、作家（1927年逝世）
- 1863年：皮埃尔·德·顾拜旦，法国教育家、历史学家，现代国际奧林匹克運動會创始人（1937年逝世）
- 1864年：喬治·華盛頓·卡佛，美國教育家、農業化學家（1943年逝世）
- 1864年：齐白石，中国画家、篆刻家（1957年逝世）
- 1869年：路易·德·拉·瓦萊-普桑，比利時印度學家（1938年逝世）
- 1879年：E·M·福斯特，英国小说家、散文家（1970年逝世）
- 1880年：拉玛六世，泰國卻克里王朝第六位君主，泰國史上首位出國留學的國王（1925年逝世）
- 1880年：杉山元，日本陸軍大將（1945年逝世）
- 1884年：中島知久平，日本實業家、政治人物（1949年逝世）
- 1887年：威廉·卡納里斯，德國海軍上將（1945年逝世）
- 1894年：曼努埃爾·羅哈斯，菲律賓第三共和國首任總統（1948年逝世）
- 1894年：薩特延德拉·納特·玻色，印度物理學家（1974年逝世）
- 1895年：約翰·埃德加·胡佛，美國聯邦調查局改制後第一任局長（1972年逝世）
- 1897年：五鬼上堅磐，日本法官（1971年逝世）
- 1898年：瑪爾塔·福克斯，德國歌劇演唱家（1974年逝世）
- 1900年：杉原千畝，日本外交官，有「日本的辛德勒」之稱（1986年逝世）
- 1902年：王光讓，越南律師、教育家、政治人物（1962年逝世）
- 1904年：程砚秋，中国京剧表演艺术家（1958年逝世）
- 1909年：斯捷潘·班傑拉，西烏克蘭民族主義運動領導人（1959年逝世）
- 1909年：達納·安德魯斯，美國男演員（1992年逝世）
- 1909年：貝利·高華德，美国政治人物（1998年逝世）
- 1911年：李性求，韓國男子籃球運動員（2002年逝世）
- 1912年：金·費爾比，蘇聯冷戰時期潛伏英國間諜（1988年逝世）
- 1913年：石堅，香港粵語電影男演員（2009年逝世）
- 1916年：蕭道應，臺灣醫學家（2002年逝世）
- 1919年：杰罗姆·大卫·塞林格，美国作家（2010年逝世）
- 1921年：凱撒·巴達奇尼，法國雕塑家（1998年逝世）
- 1923年：米特·傑克遜，美國爵士樂顫音琴樂手，現代爵士四重奏成員（1999年逝世）
- 1924年：弗朗西斯科·马西亚斯·恩圭马，赤道幾內亞政治人物，首任赤道幾內亞總統（1979年逝世）
- 1924年：查理·芒格，美国投资家（2023年逝世）
- 1927年：弗农·史密斯，美国经济学家，2002年诺贝尔经济学奖得主
- 1929年：柯旗化，台灣文學家（2002年逝世）
- 1929年：中島春雄，日本特攝片哥斯拉主要扮演者（2017年逝世）
- 1930年：加法尔·尼迈里，前蘇丹共和國總統（2009年逝世）
- 1930年：阿里·艾哈邁德·賽義德·伊斯比爾，敘利亞詩人、思想家、文學理論家、翻譯家、畫家
- 1932年：恩里科·薩巴蒂尼，義大利劇裝設計師、美術指導（1998年逝世）
- 1932年：哈立德·阿萨德，叙利亚考古学家（2015年逝世）
- 1932年：王心剛，中國男演員
- 1933年：江龍，中國物理化學家（2022年逝世）
- 1934年：兒玉清，日本演員（2011年逝世）
- 1934年：拉赫达尔·卜拉希米，前阿爾及利亞外交官
- 1935年：細川智榮子，日本漫畫家，代表作《王家的紋章》
- 1937年：艾哈邁德·亞辛，巴勒斯坦伊斯蘭抵抗運動哈馬斯的精神領袖與創始人（2004年逝世）
- 1937年：薛中銳，中國男演員（2022年逝世）
- 1938年：蕭泰然，台灣音樂家（2015年逝世）
- 1939年：瓦列里·薩布林，蘇聯海軍軍官，蘇聯共產黨黨員（1976年逝世）
- 1939年：荒木伸吾，日本動畫人物設計師（2011年逝世）
- 1942年：阿拉萨内·瓦塔拉，象牙海岸政治人物，現任象牙海岸總統
- 1944年：扎法魯拉·汗·賈邁利，巴基斯坦政治人物，第22任巴基斯坦總理（2020年逝世）
- 1944年：阿卜杜勒·哈米德，孟加拉政治人物，現任孟加拉總統
- 1944年：，蘇丹政治家、獨裁者，第6任蘇丹總統
- 1949年：徐小鳳，香港女歌手
- 1950年：迪帕·梅赫塔，印度裔加拿大導演、編劇
- 1951年：夢枕獏，日本小說家、隨筆家、攝影家
- 1952年：哈迈德·本·哈利法·阿勒萨尼，卡達現任埃米爾
- 1953年：蓋瑞·強生，美國第29任新墨西哥州州長，2012年暨2016年自由意志黨總統候選人
- 1954年：溫瑞安，馬來西亞武侠小說家
- 1954年：羅伯特·梅南德茲，美國政治人物，曾任紐澤西州聯邦參議員
- 1955年：保羅·金斯巴格，美國物理學家，因開發arXiv電子預印網站而知名
- 1956年：莫納·芬迪，馬來西亞女歌手（2001年逝世）
- 1956年：麥克·馬契爾，美國籃球運動員（2011年逝世）
- 1956年：役所廣司，日本男演員
- 1956年：祖基菲里阿邁德，馬來西亞政治人物
- 1956年：克里斯蒂娜·拉加德，法國律師、政治人物，現任歐洲中央銀行行長
- 1956年：阿卜杜拉·哈姆杜克，蘇丹經濟學家、政治人物，第15任蘇丹總理
- 1957年：埃万盖洛斯·维尼泽洛斯，希臘泛希臘社會運動黨主席
- 1959年：山本貴嗣，日本漫畫家
- 1959年：阿扎利·阿苏马尼，科摩罗政治人物，現任科摩罗总统
- 1960年：塚本晉也，日本電影導演、編劇、演員
- 1960年：穆罕默德·巴祖姆，尼日政治人物，第10任尼日總統
- 1960年：納西姆·尼可拉斯·塔雷伯，黎巴嫩裔美國散文家、數理統計學家、前期權交易員、風險管理師、諺語家
- 1962年：莫·海德，英國犯罪小說家（2021年逝世）
- 1963年：德拉任·拉迪奇，前克羅埃西亞足球運動員
- 1964年：張麗善，台灣政治人物，現任雲林縣縣長
- 1964年：蔡崇信，台灣裔加拿大商人、律師、慈善家
- 1965年：麥兆輝，香港电影導演
- 1965年：舛成孝二，日本動畫導演、電影導演、演出家、編劇
- 1966年：羅文嘉，臺灣政治人物
- 1966年：李原種，韓國演員
- 1966年：伊維察·達契奇，塞爾維亞政治人物，前任塞爾維亞總理
- 1967年：北川美幸，日本漫畫家
- 1967年：斯潘塞·图尼克，美國攝影師
- 1968年：达沃·苏克，前克羅埃西亞足球運動員
- 1969年：陳永業，香港藝員、節目主持
- 1970年：谢尔盖·基里亚科夫，前俄羅斯足球運動員
- 1972年：沙宝亮，中國男歌手
- 1972年：利利安·图拉姆，法國足球運動員
- 1972年：阿斯哈·法哈蒂，伊朗電影導演、編劇
- 1973年：菲比·費洛，英国设计师
- 1973年：優素福·迪凱奇，土耳其男子射擊運動員
- 1974年：宮崎英高，日本電子遊戲製作人
- 1974年：汉密尔顿·里卡德，哥倫比亞職業足球運動員
- 1975年：林如琦，台灣女藝人、主持人
- 1975年：尾田荣一郎，日本漫畫家
- 1975年：索娜莉·班德利，印度女演員
- 1976年：歐陽英傑，香港醫生、作家、政治人物
- 1977年：言承旭，台灣男演員、模特兒
- 1977年：哈桑·薩利哈米季奇，波士尼亞和黑塞哥維那足球運動員
- 1977年：安德烈·史杜利亞路夫，俄羅斯男子網球選手
- 1978年：瑋焍婭·芭蘭，印度寶萊塢演員
- 1979年：堂本光一，日本男性偶像、演員、歌手
- 1979年：艾尔·卡提布，黎巴嫩職業籃球運動員
- 1980年：傅子純，台灣男演員
- 1981年：杜宇航，香港男演員
- 1981年：鲍姆加特纳·佐尔特，匈牙利F1賽車手
- 1981年：姆拉登·佩特里奇，克羅埃西亞職業足球運動員
- 1982年：林智勝，臺灣職業棒球運動員
- 1982年：大卫·纳尔班迪安，阿根廷网球選手
- 1983年：丹尼爾·哈爾克，西班牙職業足球運動員（2009年逝世）
- 1983年：周受資，新加坡企業家，現任TikTok執行長
- 1983年：小林惠美，日本模特兒
- 1983年：朴成贤，韩国男子射箭运动员
- 1983年：卡鲁姆·达文波特，英格蘭足球運動員
- 1984年：張健峰，香港足球運動員
- 1984年：荷西·保羅·古里路，秘魯足球運動員
- 1984年：穆罕默德·代比，查德政治人物，現任查德總統
- 1985年：斯蒂文·戴維斯，北愛爾蘭足球運動員
- 1985年：路易斯·漢米爾頓，英國一級方程式賽車車手
- 1986年：李晟敏，韓國男子偶像團體Super Junior成員
- 1986年：巴勃羅·奎瓦斯，烏拉圭職業網球運動員
- 1986年：格伦·戴维斯，美國NBA球員
- 1986年：柯林·摩根，北愛爾蘭男演員
- 1986年：谷阿莫，台灣網路名人
- 1987年：林又立，台灣女模特兒
- 1988年：原紗央莉，前日本AV女優
- 1988年：白雲，香港女演員
- 1989年：艾迪塔·维爾克薇楚特，立陶宛名模
- 1989年：山新，中國配音演員、歌手
- 1992年：王敏奕，香港女演員
- 1992年：何可欣，中國女子體操運動員
- 1992年：，英格蘭足球運動員
- 1992年：李日昇，香港男演員
- 1993年：鄭美美，韓國女子偶像團體gugudan成員
- 1993年：西凡·哈桑，荷蘭女子田徑運動員
- 1994年：黃思恬，新加坡女演員
- 1995年：萨达尔·阿兹蒙，伊朗足球运动員
- 1995年：權聖晙，韓國廚師
- 1996年：林立，臺灣職業棒球運動員
- 1996年：錢錕，韓國男子偶像團體NCT成員
- 1997年：阿布德拉汗·哈魯恩，卡達田徑運動員（2021年逝世）
- 1997年：楊俊瀚，臺灣男子田徑運動員
- 1997年：阿卜杜拉汗·阿巴卡爾·穆罕默德，沙烏地阿拉伯男子田徑運動員
- 1999年：趙磊，中國男子偶像團體X玖少年團、R1SE成員
- 2000年：孫健豪，臺灣網路名人
- 2001年：蔣依依，中國少年表演藝術家
- 2001年：Winter，韓國女子偶像團體aespa成員

## 逝世
- 138年：盧基烏斯·埃利烏斯·凱撒，羅馬帝國貴族（101年出生）
- 379年：該撒利亞的巴西流，該撒利亞主教（约330年出生）
- 466年：前廢帝劉子業，南朝宋皇帝（449年出生）
- 898年：厄德一世，法国国王（约865年出生）
- 1387年：查理二世，纳瓦拉国王（1332年出生）
- 1515年：路易十二，法国国王（1462年出生）
- 1559年：克里斯蒂安三世，丹麦和挪威国王（1503年出生）
- 1748年：約翰·白努利，瑞士數學家（1667年出生）
- 1796年：亞歷山大-泰奧菲爾·范德蒙，法國數學家、化學家、音樂家（1735年出生）
- 1782年：约翰·克里斯蒂安·巴赫，德国音乐家（1735年出生）
- 1817年：馬丁·克拉普羅特，德国化学家（1743年出生）
- 1862年：米哈伊爾·奧斯特洛格拉德斯基，俄國數學家（1801年出生）
- 1869年：詹姆斯·巴顿·朗埃克，美國肖像畫家、雕刻師（1794年出生）
- 1881年：路易·奧古斯特·布朗基，法國社會主義者、政治活動家（1805年出生）
- 1891年：奕譞，清朝道光帝七子，第一代醇親王，光緒帝生父（1840年出生）
- 1894年：海因里希·赫兹，德国物理学家（1857年出生）
- 1896年：楫取道明，日本教育家。（1858年出生）
- 1921年：特奥巴登·冯·贝特曼-霍尔维格，德意志帝國前首相（1856年出生）
- 1944年：埃德溫·魯琴斯，英國建築師（1869年出生）
- 1953年：漢克·威廉斯，美國鄉村音樂、藍調、Honky-tonk創作男歌手（1923年出生）
- 1958年：爱德华·韦斯顿，美国摄影家（1886年出生）
- 1964年：蟹江冬藏，日本陸軍少將（1877年出生）
- 1984年：吳大羽，中国现代艺术家（1903年出生）
- 1990年：莊月明，香港首富李嘉誠的髮妻（1932年出生）
- 1995年：尤金·維格納，匈牙利裔美国物理学家，1963年诺贝尔物理学奖得主（1902年出生）
- 1996年：阿利·伯克，美國海軍將領（1901年出生）
- 1996年：吳炳南，臺灣男演員（1926年出生）
- 2006年：不浪·尤幹，台灣原住民歌手（1968年出生）
- 2008年：张希庸，中国人民解放军空军将领（1917年出生）
- 2011年：山本良一，臺灣日治時期教師（1907年出生）
- 2012年：基羅·格利戈羅夫，馬其頓共和國政治人物，首任馬其頓總統（1917年出生）
- 2013年：帕蒂·佩奇，美國女歌手（1927年出生）
- 2015年：马里奥·库默，美國政治人物（1932年出生）
- 2017年：王家禧，香港漫画家，漫畫《老夫子》的作者（1924年出生）
- 2020年：大衛·斯特恩，前任美國國家籃球協會總裁（1942年出生）
- 2023年：韓銳，中國藥理學家（1930年出生）
- 2023年：侯一民，中國油畫家、雕塑家、美術教育家（1930年出生）
- 2023年：韋廉，中國電影導演（1945年出生）
- 2023年：維克托·伊萬年科，蘇聯和俄羅斯國家安全機構領導人（1947年出生）
- 2024年：巴斯德奧·潘戴，千里達及托巴哥律師、政治人物，第5任千里達及托巴哥總理（1933年出生）
- 2024年：Lynja，美國TikToker、廚師（1956年出生）
- 2024年：張誌家，台灣旅日棒球選手（1980年出生）

## 节假日和习俗
- 世界上大多数国家的新年，中文称为“元旦”，这一天是公曆新一年的开始。
- 中華民國：開國紀念日
- 古巴：革命勝利日（英语：Triumph of the Revolution）
- 苏丹：国庆日
- 海地：独立日
- ：独立日
- 瑞士：婦女掌權日
- 巴勒斯坦：武装斗争日